# Maximilian Günther
Maximilian Günther (Oberstdorf, 2 luglio 1997) è un pilota automobilistico tedesco con cittadinanza austriaca, impegnato dal 2018 in Formula E, ora in forza alla DS Penske.
Dal 2023 è entrato nel A14 Management di Fernando Alonso.

## Carriera

### Kart
Nato a Oberstdorf, Günther inizia la sua carriera sui kart nel 2007 e continua fino al 2010, stagione in cui vince l'ADAC Kart Masters, classe KF3.

### Formule minori
Günther debutta nelle monoposto nel 2011, nel campionato Formula BMW Talent Cup, terminando al secondo posto. Nelle stagioni 2013 e 2014 corre con il team Mücke Motorsport nel campionato tedesco ADAC Formel Masters e finisce entrambe le stagioni secondo in classifica generale.

### Formula 3 Europea
Nel 2015 Günther partecipa al campionato di Formula 3 Europea, restando al team Mücke Motorsport, dimostrandosi fin da subito tra i più veloci. Prima dell'ultimo appuntamento stagionale si separa dal team Mücke Motorsport e passa al team Prema. Nel corso della stagione ottiene una vittoria, arrivando ottavo in campionato.
Nella stagione 2016 prosegue nella categoria con la Prema e ottiene quattro vittorie e 13 podi in totale, classificandosi al secondo posto in classifica generale.
Per la stagione 2017 affronta la sua terza stagione nella F3 europea sempre con lo stesso team. Ottiene una vittoria in più rispetto alla stagione precedente, ma finisce terzo in campionato.

### Formula 2

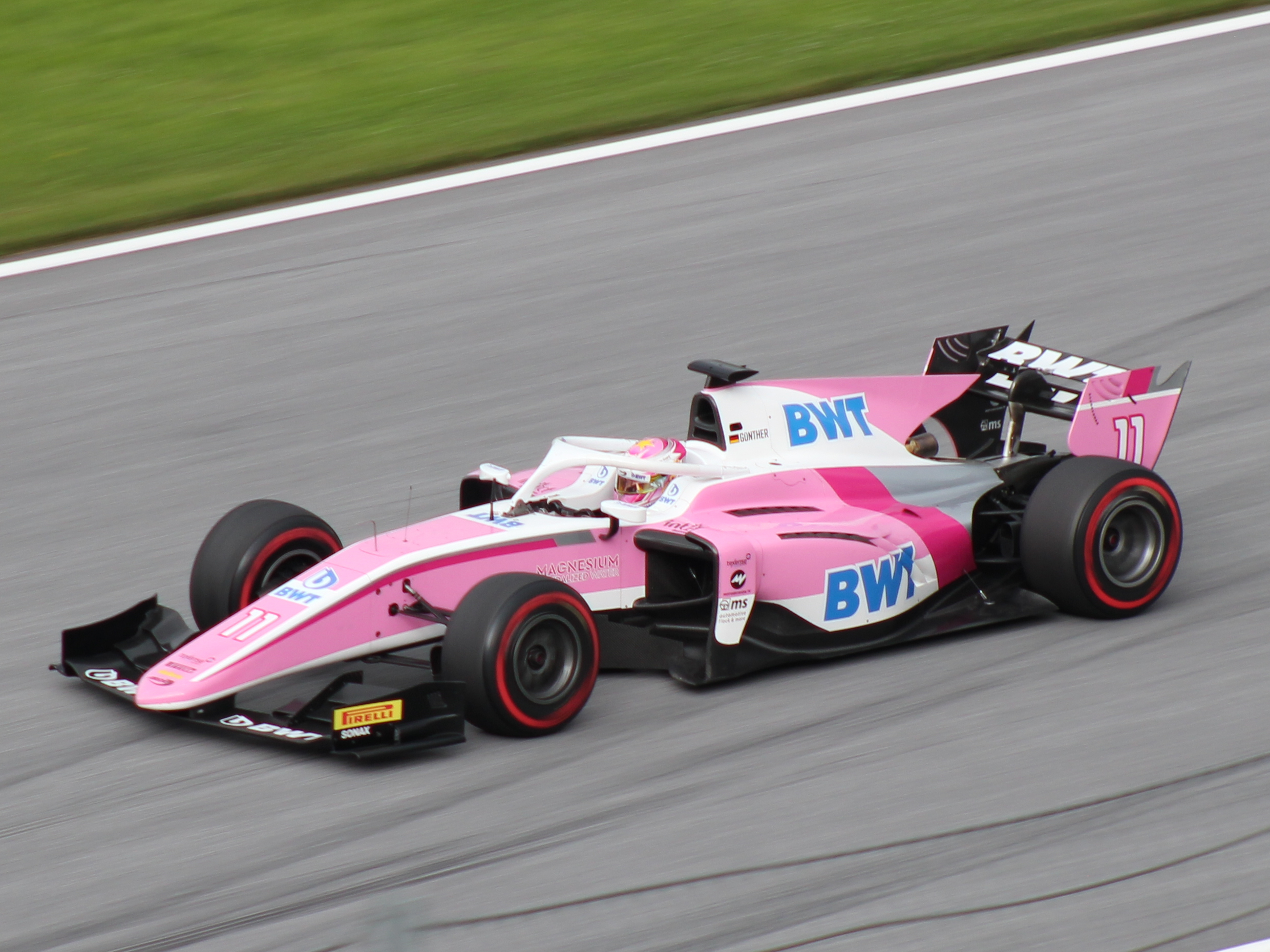
Günther nel 2018 con il team Arden in Formula 2

Nella stagione 2018 sale di categoria passando in Formula 2 con il team Arden. Dopo un inizio di stagione altalenante, in cui alterna un podio nel primo appuntamento stagionale con diversi piazzamenti fuori dai punti, ottiene la sua prima vittoria nella categoria sul circuito di Silverstone, nella gara sprint davanti a George Russell e Lando Norris. Nel corso della stagione non riesce ad ottenere altri podi, salta le ultime due gare a Yas Marina e termina quattordicesimo in classifica generale.

### Formula E

#### 2018-2019: Dragon Racing
Il 12 novembre 2018 viene annunciata la sua partecipazione al Campionato di Formula E 2018-2019 per affiancare Lopez al team Dragon.
Dopo due arrivi fuori dalla zona punti e un ritiro a Santiago per problemi tecnici mentre era 6º, viene sostituito da Felipe Nasr. Riprende il posto, inizialmente solo nell'E-Prix di Roma dove arriva 19º (si ritira all'ultimo per aver finito l'energia, ma viene classificato); in realtà viene confermato per il resto della stagione. Alla gara seguente, a Parigi, giunge 5º e arriva per la prima volta a punti. Si ritira a Monaco per incidente, a Berlino arriva 14º, mentre a Berna va a muro con Pascal Wehrlein alla prima curva, ma la bandiera rossa permette alla sua squadra di riparare la macchina e di riportarlo nella sua posizione di partenza: finirà 6º, ma una penalità inflitta ad André Lotterer lo farà salire al 5º posto. A New York si ritira in entrambe le gare: il sabato va a sbattere e rovina la sospensione, la domenica sbaglia la gestione dell'energia e si ritrova a 0% all'ultimo giro (in questo caso viene classificato 19º). Termina la stagione al 17º posto con 20 punti ottenuti.

#### 2019-2021: BMW i Andretti

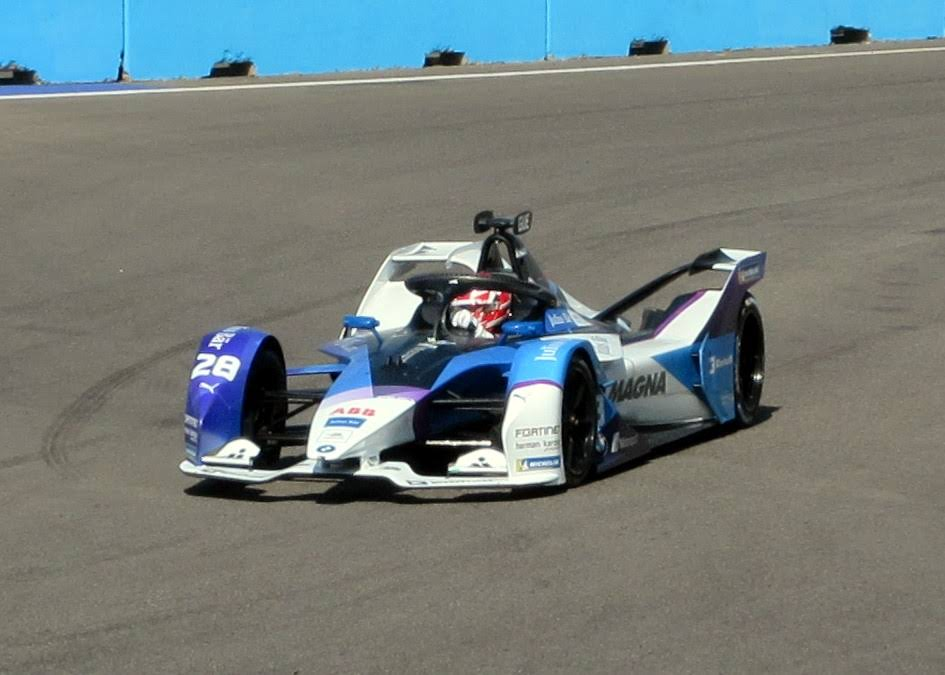
Günther con il team BMW i Andretti nell'E-Prix di Marrakech 2020

La stagione successiva viene ingaggiato dal team BMW i Andretti, affiancando Alexander Sims. Dopo due gare fuori della top 10 nel E-Prix di Santiago conquista la sua prima vittoria nella categoria, diventando il più giovane pilota a vincere una gara nella Formula E (22 anni e 201 giorni). Conquista un altro podio nel E-Prix di Marrakech arrivando secondo dietro a da Costa. Nelle sei gare di Berlino è costretto a quattro ritiri ma in gara 3 conquista la sua seconda vittoria dopo una lunga lotta con Robin Frijns. Chiude la stagione con due vittorie e tre podi complessivi finendo dodicesimo in classifica finale.
Nel 2021 viene confermato per la sua terza stagione dal team insieme Jake Dennis. Conquista un solo podio, la vittoria nella prima gara del E-Prix di New York. Chiude la stagione 16° con 66 punti al attivo.

#### 2021-2022: Nissan e.dams
Per la stagione 2021-2022 viene scelto dal team Nissan e.dams per sostituire Oliver Rowland. La stagione è molto deludente, la vettura non è competitiva per lottare nelle prime posizioni della griglia, Günther durante la stagione ottiene solo due posizionamenti in zona punti e chiude in diciannovesima posizione in classifica finale. 

#### 2022-2024: Maserati

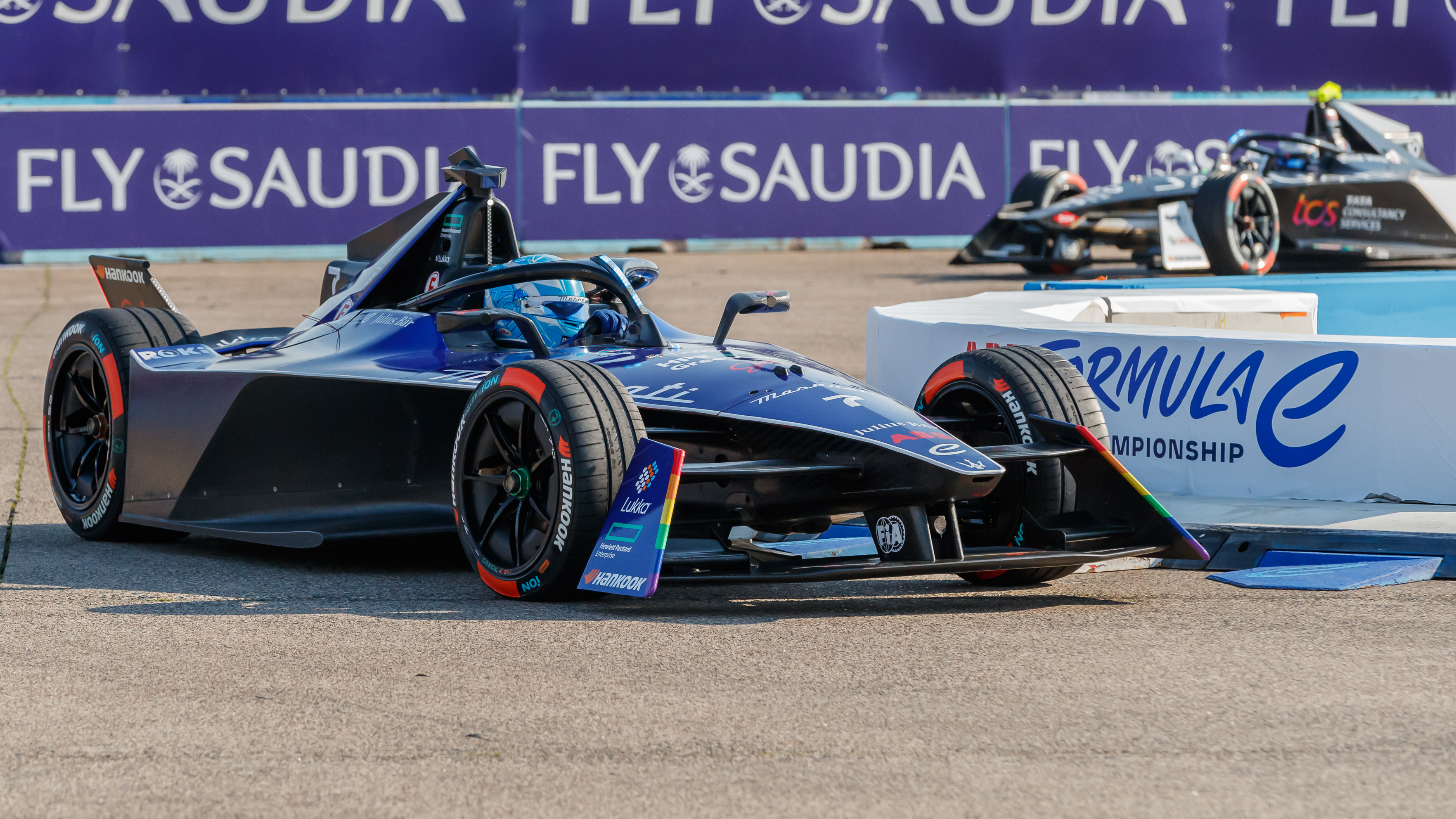
Günther con il team Maserati MSG Racing nell'E-Prix di Berlino 2023

Dopo l'anno deludente in Nissan il tedesco si unisce al nuovo team Maserati MSG Racing. Durante i quattro giorni di test, Günther si dimostra costantemente il pilota più veloce. Dopo un inizio difficile, nella prima gara dell'E-Prix di Berlino ottiene il primo podio della Maserati arrivando terzo dietro le due Jaguar. Ritorna sul gradino più passo del podio nella prima corsa dell'E-Prix di Giacarta dopo essere partito della Pole position. Nella seconda corsa sul tracciato indonesiano, Günther ottiene di nuovo la Pole e in gara riesce a resistere agli attacchi di Jake Dennis e Mitch Evans vincendo la sua seconda gara nella serie, la prima per la Maserati.
Günther viene confermato anche per la stagione 2024 dal team, come novità trova Jehan Daruvala come nuovo compagno di team. L'inizio della stagione è incoraggiante per il pilota tedesco finisce sempre a punti nei primi quattro E-Prix e nel E-Prix di Tokyo ottiene la sua terza vittoria nella serie, la seconda con la Maserati. Nell'E-Prix di Misano con il terzo posto ottiene il suo decimo podio nella categoria. Il pilota tedesco ottiene 73 punti e chiude ottavo in classifica. A fine stagione Günther e la Maserati annunciano la separazione.

#### 2024-presente: DS Penske
Lasciata la Maserati, per la stagione 2024-2025, Günther rimane nella famiglia Stellantis unendosi al team DS Penske con il due volte campione di Formula E, Jean-Éric Vergne.

## Risultati

### Riassunto della carriera
| Stagione | Campionato             | Squadra                   | Gare | Vittorie | Pole | G/v | Podi | Punti | Pos |
| -------- | ---------------------- | ------------------------- | ---- | -------- | ---- | --- | ---- | ----- | --- |
| 2011     | Formula BMW Talent Cup | ?                         | 16   | 0        | ?    | ?   | ?    | ?     | 2º  |
| 2013     | ADAC Formel Masters    | Mücke Motorsport          | 24   | 2        | 0    | 0   | 11   | 240   | 2º  |
| 2014     | ADAC Formel Masters    | Mücke Motorsport          | 24   | 4        | 0    | 0   | 10   | 262   | 2º  |
| 2015     | F3 europea             | Mücke Motorsport          | 27   | 1        | 0    | 0   | 2    | 150   | 8º  |
| 2015     | F3 europea             | Prema Powerteam           | 3    | 0        | 0    | 0   | 0    | 150   | 8º  |
| 2016     | F3 europea             | Prema Powerteam           | 30   | 4        | 7    | 4   | 13   | 320   | 2º  |
| 2016     | Gran Premio di Macao   | Prema Powerteam           | 1    | 0        | 0    | 0   | 0    | N.A.  | Rit |
| 2017     | F3 europea             | Prema Powerteam           | 30   | 5        | 3    | 2   | 16   | 383   | 3º  |
| 2017     | Gran Premio di Macao   | Prema Powerteam           | 1    | 0        | 0    | 0   | 0    | N.A.  | 5º  |
| 2018     | Formula 2              | Arden International       | 22   | 1        | 0    | 0   | 2    | 41    | 14º |
| 2018-19  | Formula E              | GEOX Dragon               | 10   | 0        | 0    | 0   | 0    | 20    | 17º |
| 2019-20  | Formula E              | BMW i Andretti Motorsport | 11   | 2        | 0    | 0   | 3    | 69    | 9°  |
| 2020-21  | Formula E              | BMW i Andretti Motorsport | 15   | 1        | 0    | 0   | 1    | 66    | 16° |
| 2021-22  | Formula E              | Nissan-e.dams             | 16   | 0        | 0    | 0   | 0    | 6     | 19° |
| 2022-23  | Formula E              | Maserati MSG Racing       | 16   | 1        | 2    | 1   | 4    | 101   | 7º  |
| 2023-24  | Formula E              | Maserati MSG Racing       | 16   | 1        | 1    | 1   | 2    | 69    | 8º  |

### Risultati in Formula 2
(legenda) (Le gare in grassetto indicano la pole position) (Le gare in corsivo indicano Gpv)
| Stagione | Team      | 1   | 2   | 3   | 4   | 5   | 6   | 7   | 8   | 9   | 10  | 11  | 12  | 13  | 14  | 15  | 16  | 17  | 18  | 19  | 20  | 21  | 22  | 23  | 24  | Punti | Pos. |
| -------- | --------- | --- | --- | --- | --- | --- | --- | --- | --- | --- | --- | --- | --- | --- | --- | --- | --- | --- | --- | --- | --- | --- | --- | --- | --- | ----- | ---- |
| 2018     | BWT Arden | BHR | BHR | BAK | BAK | CAT | CAT | MON | MON | LEC | LEC | RBR | RBR | SIL | SIL | HUN | HUN | SPA | SPA | MNZ | MNZ | SOC | SOC | YMC | YMC | 41    | 14º  |
| 2018     | BWT Arden | 8   | 2   | Rit | 15  | Rit | 12  | 11  | 6   | 12  | 11  | 15  | 12  | 8   | 1   | 16  | Rit | 9   | 16  | 12  | 16  | 16  | 10  |     |     | 41    | 14º  |

### Risultati in Formula E
| Stagione | Squadra                   | Vettura                          | 1                   | 2            | 3           | 4                                               | 5       | 6      | 7       | 8      | 9        | 10      | 11     | 12      | 13      | 14     | 15      | 16      | Punti | Pos |
| --- | ------------------------- | -------------------------------- | ------------------- | ------------ | ----------- | ----------------------------------------------- | ------- | ------ | ------- | ------ | -------- | ------- | ------ | ------- | ------- | ------ | ------- | ------- | ----- | --- |
| 2018-19 | GEOX Dragon               | Spark-Penske EV-3                | DIR 15              | MAR 12       | SAN Rit     | MEX                                             | HKG     | SAY    | ROM 19  | PAR 5  | MON Rit  | BER 14  | BRN 5  | NYC Rit | NYC 19  |        |         |         | 20    | 18º |
| 2019-20 | BMW i Andretti Motorsport | Spark-BMW iFE.20                 | DIR 18              | DIR 11       | SAN 1       | MEX 11                                          | MAR 2G  | BER SQ | BER Rit | BER 1  | BER Rit* | BER Rit | BER 12 |         |         |        |         |         | 69    | 9°  |
| 2020-21 | BMW i Andretti Motorsport | Spark-BMW iFE.21                 | DIR Rit             | DIR Rit      | ROM 9       | ROM 5                                           | VAL Rit | VAL 12 | MON 5   | PUE 11 | PUE 7    | NYC 1   | NYC 10 | LON 18  | LON 6   | BER 8  | BER 15  |         | 66    | 16° |
| 2021-22 | Nissan-e.dams             | Spark-Nissan IM03                | DIR 12              | DIR 14       | MEX 9       | ROM Rit                                         | ROM 12  | MON 17 | BER 18  | BER 16 | GIA 14   | MAR Rit | NYC 12 | NYC SQ  | LON 8   | LON 15 | SEO 11  | SEO Rit | 6     | 19° |
| 2022-23 | Maserati MSG Racing       | Spark-Maserati Tipo Folgore Gen3 | MEX 11              | DIR NP       | DIR 20      | HYD 13                                          | CAP Rit | SAP 11 | BER 3   | BER 6  | MON Rit  | GIA 3   | GIA 1  | POR 6   | ROM 3   | ROM 6  | LON 12  | LON 18  | 101   | 7º  |
| 2023-24 | Maserati MSG Racing       | Spark-Maserati Tipo Folgore Gen3 | MEX 4               | DIR 7        | DIR 9       | SAP 9                                           | TOY 1   | MIS 3  | MIS 12  | MON 9  | BER Rit  | BER Rit | SHA 21 | SHA 8   | POR Rit | POR 12 | LON Rit | LON Rit | 69    | 8º  |
| 2024-25 | DS Penske                 | DS E-Tense FE25                  | SAP 11              | MEX 6        | JED 1       | JED Rit                                         | MIA 17  | MON 10 | MON     | TOK    | TOK      | SHA     | SHA    | GIA     | BER     | BER    | LON     | LON     | 38*   |     |
| \| Legenda \| 1º posto \| 2º posto \| 3º posto \| A punti \| Senza punti \| Grassetto=Pole position Corsivo=Giro più veloce \| \| Legenda \| Solo prove/Terzo pilota \| Non qualificato \| Ritirato/Non class. \| Squalificato \| Non partito \| Grassetto=Pole position Corsivo=Giro più veloce \| |                           |                                  |                     |              |             |                                                 |         |        |         |        |          |         |        |         |         |        |         |         |       |     |
| Legenda | 1º posto                  | 2º posto                         | 3º posto            | A punti      | Senza punti | Grassetto=Pole position Corsivo=Giro più veloce |         |        |         |        |          |         |        |         |         |        |         |         |       |     |
| Legenda | Solo prove/Terzo pilota   | Non qualificato                  | Ritirato/Non class. | Squalificato | Non partito | Grassetto=Pole position Corsivo=Giro più veloce |         |        |         |        |          |         |        |         |         |        |         |         |       |     |

- G: Pilota col giro più veloce nel gruppo di qualifica.
- *: Fanboost